# Sobre las Ideas

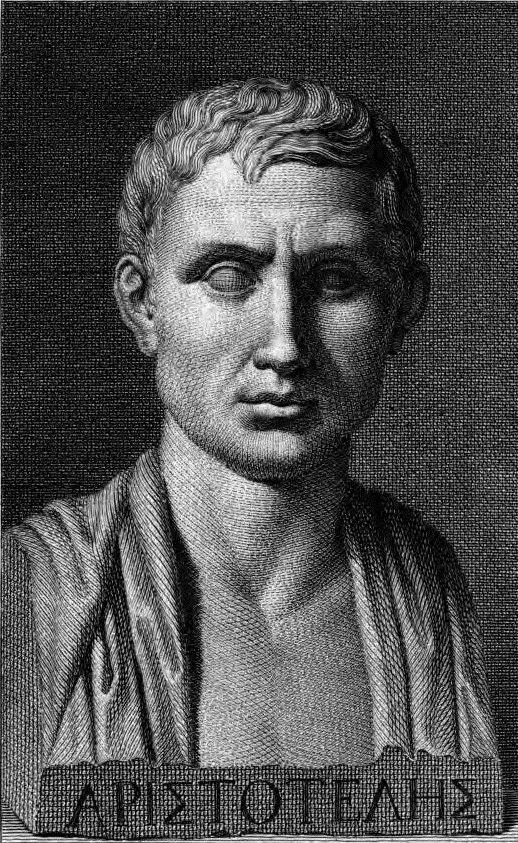
Sobre las Ideas es atribuida a una de las obras de juventud de Aristóteles.

Sobre las Ideas o Sobre las Formas (en griego : Περὶ Ἰδεῶν, Peri Ideōn ) es una obra filosófica que trata el problema de los universales con respecto a la teoría de las ideas de Platón.  El trabajo es supuestamente de Aristóteles, pero no hay un acuerdo sobre este punto. Solo sobrevive ahora en fragmentos en citas de Alejandro de Afrodisias en su comentario de la Metafísica de Aristóteles. 

## Resumen
Sobre las Ideas da mayor detalle a muchos de los argumentos que Aristóteles den Metafísica A.9.  Se presenta una descripción sistemática de una serie de cinco argumentos de la teoría de las formas de Platón y luego sus objeciones a estas. Un punto señalado en múltiples lugares es que los argumentos platonistas establecen solo que hay universales en un sentido general y metafísicamente delgado, y no hay "formas" del tipo platónico en toda regla. El filósofo admite la independencia de los conceptos inteligibles de las ideas sensibles epistemológicamente, pero no a su independencia ontológica. También se da una versión del argumento del tercer hombre. 

## Autenticidad
Alejandro de Afrodisias atribuye sus citas que forman el texto existente de Sobre Ideas a Aristóteles.  El contenido también coincide con lo que Aristóteles dice de los argumentos platónicos en su Metafísica.  Sin embargo, la evidencia externa de que Sobre Ideas es una obra auténtica de Aristóteles es ambigua y su estado como tal no es universalmente reconocido.

## Texto y traducciones
El texto completo en griego del comentario de Alejandro que incluye Sobre Ideas se publicó en el primer volumen de Commentaria en Aristotelem Graeca.  Extractos de esto, junto con una traducción al inglés y un comentario de Gail Fine, están disponibles en On Ideas: Aristotle's Criticism of Plato's Theory of Forms, publicada por la Oxford University Press en 1993.  Esta traducción también se reproduce con notas en Aristóteles: Selections , editadas por Terence Irwin y Gail Fine y publicadas por Hackett Publishing en 1995. 